# تابع ضربی
در نظریه اعداد، تابع ضربی یک تابع ریاضی روی اعداد صحیح مثبت است که در آن {\displaystyle f(1)=1} و به ازاء هر دو عدد صحیح {\displaystyle a} و {\displaystyle b} که نسب به هم اول هستند:
{\displaystyle f(ab)=f(a)f(b)}
یک تابع ضربی کامل نامیده می‌شود اگر شرط بالا برای همه اعدا صحیح مثبت صادق باشد نه تنها اعدادی که نسبت به هم اول هستند.